# Śmigłowce produkowane i konstruowane w Polsce
Śmigłowce produkowane i konstruowane w Polsce

## Śmigłowce seryjne

### Własne
| Śmigłowiec    | Data oblotu | Lata Produkcji | Opis | Liczba egzemplarzy | Uwagi                               |
| ------------- | ----------- | -------------- | --- | ------------------ | ----------------------------------- |
| PZL Kania     | 1979        | 1986-2006      | Wersja śmigłowca Mi-2 wyposażona w zachodnią awionikę, kompozytowe łopaty wirnika nośnego i śmigła ogonowego. Napęd: dwa silniki Allison 250C20B o mocy 315 kW (426 KM).    | 19                 | Daleka modyfikacja śmigłowca Mi-2.  |
| PZL SM-2      | 1959        | 1960-1963      | 5-osobowy śmigłowiec o przeznaczeniu na łącznikowy, sanitarny i ratowniczy. Napęd: 1 silnik Lit-3 o mocy 575 KM.                                                            | 85                 | Daleka modernizacja śmigłowca SM-1. |
| PZL SW-4      | 1995        | 2004- do teraz | 5-osobowy, lekki śmigłowiec wielozadaniowy o metalowej konstrukcji kadłuba, płozowym podwoziu i 3-łopatowym wirniku nośnym. Napęd: 1 silnik Alison 250C20R/2 o mocy 457 KM. | ok. 40             |                                     |
| PZL W-3 Sokół | 1982        | 1976- do teraz | 14-miejscowy śmigłowiec wielozadaniowy napędzany 2 silnikami PZL-10W o mocy 662 kW (900 KM).                                                                                | 180+               |                                     |

### Licencyjne
| Śmigłowiec | Data oblotu | Lata Produkcji | Opis | Liczba egzemplarzy                                           | Uwagi                                                    |
| ---------- | ----------- | -------------- | --- | ------------------------------------------------------------ | -------------------------------------------------------- |
| Mi-2       | 1962        | 1965-1985      | 8-osobowy śmigłowiec wielozadaniowy o całkowicie metalowej konstrukcji. Napęd: 2 silniki GTD-350 o mocy 298 kW (406 KM).                                                      | >5500                                                        | Na licencji radzieckiej. W Polsce produkowany od 1965 r. |
| PZL SM-1   | 1957        | 1956-1965      | Jednosilnikowy, wielozadaniowy śmigłowiec 3-miejscowy (SM-1T) i 4-miejscowy (SM-1W) o konstrukcji metalowej ze stałym podwoziem kołowym. Napęd: 1 silnik Lit-3 o mocy 550 KM. | 1594 szt. wszystkich wersji (SM-1T, SM-1W, SM-1/600, SM-1Wb) | Na bazie śmigłowca Mi-1, licencji radzieckiej.           |

## Śmigłowce prototypowe lub w fazie projektu/makiety.
| Śmigłowiec     | Data oblotu | Lata tworzenia prototypu lub projektu/makiety. | Opis | Liczba egzemplarzy | Uwagi |
| -------------- | ----------- | ---------------------------------------------- | --- | ------------------ | --- |
| BŻ-4 Żuk       | 1959        | 1954-1962                                      | 4-miejscowy śmigłowiec jednowirnikowy o kratownicowej konstrukcji kadłuba. Napęd: silnik gwiazdowy WN-4 o mocy 320 KM.                                                                                              | 2                  | Prototyp |
| BŻ-1 GIL       | 1950        | 1948-1949                                      | Doświadczalny, dwuosobowy, jednosilnikowy śmigłowiec z dwułopatowym wirnikiem nośnym. Napęd: silnik Hirth HM504A2 o mocy 100 KM.                                                                                    | 1                  | Prototyp |
| JK-1 Trzmiel   | Nieoblatany | 1956-1957                                      | Jednoosobowy śmigłowiec eksperymentalny z silnikami strumieniowymi na końcach łopat dwułopatowego wirnika nośnego.                                                                                                  | 2                  | Prototypy. Program zawieszony po katastrofie, w której zginął pilot A. Śmigiel. Drugi (jedyny obecnie istniejący) egzemplarz znajduje się w Muzeum Lotnictwa Polskiego w Krakowie. |
| PZL IS-2       | Nieoblatany | lata 90. XX wieku- 2002                        | Lekki, jednosilnikowy śmigłowiec 2-miejscowy o konstrukcji mieszanej (duralowo-kompozytowej) i podwoziu płozowym. Napęd: silnik Textron Lycoming o mocy 150 KM lub PZL-Franklin 6A-350-C1 o mocy 204 KM.            | 1                  | Prototyp |
| PZL Jaszczurka |             | 1972                                           | Metalowy śmigłowiec wielozadaniowy z czterołopatowym wirnikiem nośnym i z dwułopatowym śmigłem ogonowym. Mógł pomieścić od 4 do 5 pasażerów lub 2 chorych w wersji sanitarnej. Napęd: silnik TWD-850 o mocy 625 KM. |                    | Makieta |
| PZL SM-4 Łątka | Nieoblatana | 1961-1963                                      | 3-miejscowy śmigłowiec z podwoziem płozowym i laminatowymi elementami łopat wirnika nośnego. Napęd: silnik WN-6S o mocy 180 KM.                                                                                     | 1                  | Prototyp |
| PZL Taurus II  |             | 1978-1979                                      | Modernizacja PZL Kania z nowym kształtem statecznika pionowego, owiewkami podwozia głównego i z inną architekturą kabiny. Napęd: dwa silniki Allison 250-C28.                                                       | Makieta            | Projekt został opracowany na zlecenie amerykańskiej firmy Spitfire Helicopter. |